# Depreissia
Depreissia Lessert, 1942 è un genere di ragni appartenente alla famiglia Salticidae.

## Distribuzione
Le due specie oggi note di questo genere sono state rinvenute nel Congo e nel Borneo: sono entrambi endemismi.

## Tassonomia
A giugno 2011, si compone di due specie:
- Depreissia decipiens Deeleman-Reinhold & Floren, 2003 — Borneo
- Depreissia myrmex Lessert, 1942[2] — Congo